# 康马蒿
康马蒿（学名：Artemisia kangmarensis）为菊科蒿属的植物，是中国的特有植物。分布在中国大陆的西藏等地，生长于海拔4,300米至4,500米的地区，多生于田边和坡地，目前尚未由人工引种栽培。